# Champ de foire
Pour l’article homonyme, voir Foirail (homonymie).

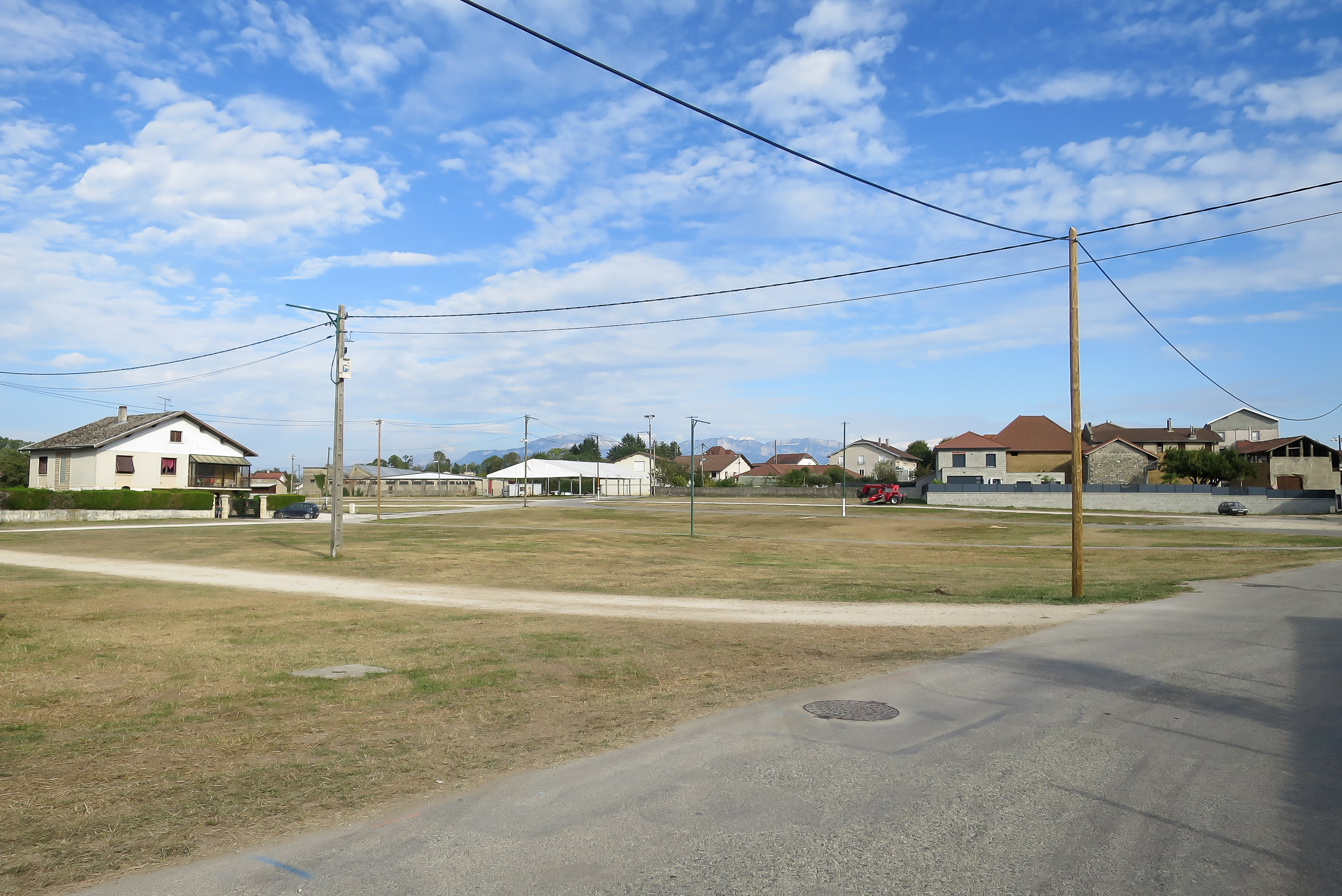
Le champ de foire qui accueille la foire de Beaucroissant en Isère, France.

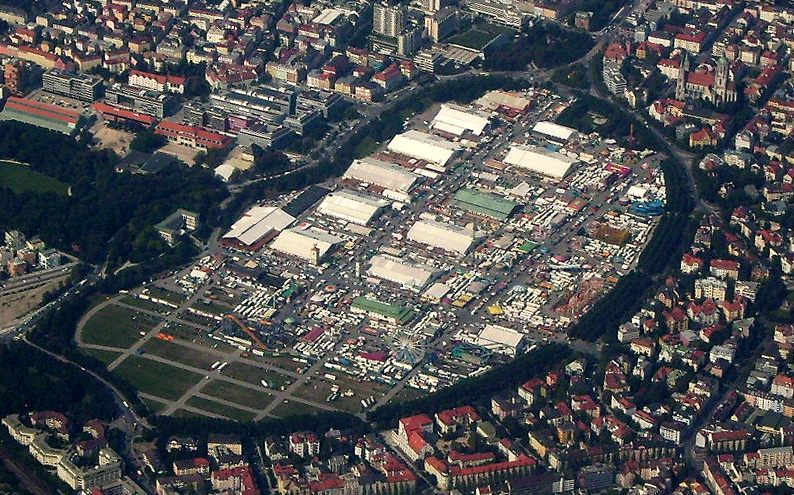
Vue aérienne de la Theresienwiese à Munich à la veille de l'ouverture de l'Oktoberfest en 2006.

Un champ de foire ou foirail est un emplacement réservé dans une ville ou un bourg aux foires et aux fêtes foraines. Il peut s'agir, par exemple, d'une place n'accueillant pas la circulation routière ou de la partie non plantée d'un grand jardin public,.

## Activités économiques
On peut y entraver, parquer et trier du bétail, y dresser des stands et des chapiteaux pour une fête foraine.